# Grad (Brus)
Pour les articles homonymes, voir Grad.
Grad (en serbe cyrillique : Град) est un village de Serbie situé dans la municipalité de Brus, district de Rasina. Au recensement de 2011, il comptait 77 habitants.

## Démographie
| 1948 | 1953 | 1961 | 1971 | 1981 | 1991 | 2002 | 2011 |
| ---- | ---- | ---- | ---- | ---- | ---- | ---- | ---- |
| 156  | 168  | 148  | 149  | 133  | 97   | 97   | 77   |

|  |